# Downloadable Content
Downloadable Content, Downloaderweiterung oder wörtlich übersetzt herunterladbare Inhalte, kurz DLC genannt, ist eine Form von Videospiel-Erweiterungen. Diese typischerweise kostenpflichtigen Downloadinhalte werden über das Internet, beispielsweise Internet-Vertriebsplattformen wie Xbox Live, PlayStation Network, Nintendo eShop, Steam oder Herstellerseiten angeboten und vertrieben. Sie stellen eine wichtige Vertriebsform im Bereich der Videospiele dar.

## Beschreibung
Die Bezeichnung umschreibt lediglich den ursprünglich genutzten Vertriebskanal, bei den Erweiterungen kann es sich hingegen sowohl um Add-ons als auch Add-ins handeln. DLCs werden, falls überhaupt, erst später auf einem herkömmlichen Datenträger veröffentlicht. Zusätzlich heruntergeladene Inhalte kosten meist weniger als herkömmliche Erweiterungen, bieten dabei aber auch weniger Umfang.

## Season Pass
Plant der Hersteller eine Reihe von Downloaderweiterungen zu veröffentlichen, bietet er bisweilen einen sogenannten Season Pass an. Dabei handelt es sich um ein Bündelangebot, das dem Käufer Zugriff auf künftige und/oder bereits erschienene Downloaderweiterungen gewährt. Die genaue Ausgestaltung des Angebots liegt im Ermessensbereich des Herstellers, beispielsweise gewährt der Season Pass nicht immer Zugriff auf alle jemals veröffentlichten DLCs. In den meisten Fällen ist der Erwerb des Season Passes jedoch günstiger als der Einzelkauf der enthaltenen Erweiterungen.

## Motivation
Vorteile für den Hersteller sind Einsparungen bei den Vertriebsmedien, Transportkosten und eventuell auch des Distributors.
Als weitere Motivation der Hersteller für vermehrt kostenpflichtige DLC-Anteile bei aktuellen Spielen wird auch spekuliert, dass dies eine Vertriebsmaßnahme sei, die vor allem gegen Gebrauchtkäufer von Spielen gerichtet ist. Im Gegensatz zu Lizenzen, die an Medien gebunden sind, lassen sich individualisierte Lizenzen (z. B. Steam-Lizenzen) nicht übertragen.

## Rezeption
Es existieren Kontroversen um DLCs wegen ihres Inhaltsumfangs, der häufig gering gegenüber dem Grundprodukt ist, und damit als überteuert oder mit einem schlechten Preis-Leistungs-Verhältnis behaftet wahrgenommen wird. Als berüchtigtes Paradebeispiel für nutzlose und überteuerte DLC-Inhalte gilt das Horse Armor Pack (engl. für Pferderüstungspaket) zum Rollenspiel The Elder Scrolls IV: Oblivion. In Return to Monkey Island wurde die spielerisch nutzlose Pferderüstung für Vorbestellung als Persiflage ebenfalls integriert.
Kritik erfahren DLCs auch in der Form von kontinuierlich notwendigen Microtransaktionen in Spielen. Ein bekannt gewordenes Beispiel ist die Idee von EA-Geschäftsführer John Riccitiello, für das Nachladen von Munition in Battlefield 3 jedes Mal 1 $ zu kassieren, welche er auf einer Anteilseignerversammlung vorstellte.
Bei der Wahl von EA durch die Verbraucherschutzorganisation The Consumerist im Jahr 2012 sowie im Folgejahr 2013 zur „Worst Company in America“ wurden EA unter anderem Verfehlungen in der Preis- und Werbepolitik etwa bei dem Nissan-DLC für SimCity bei dem In-Game-Werbung an die Kunden auch noch verkauft wurde.
Der Begriff „Day-One-DLC“ kritisiert ein mögliches Zerlegen von schon existierenden Inhalten in kleine einzeln verkaufbare DLCs, welche schon am ersten Veröffentlichungstag verfügbar sind, um den Gewinn zu maximieren. Das Entwicklerstudio BioWare rechtfertigt die Vermarktungspolitik damit, dass diese Inhalte massenhaft gekauft werden. Zudem werden die Inhalte nicht aus dem Hauptprodukt geschnitten, sondern parallel entwickelt. Andere Studios wie Respawn Entertainment vermeiden die Geschäftspraktik hingegen bewusst.
Weitere Kritik gab es in den Fällen, bei denen Inhalte als DLC vertrieben wurden, jedoch festgestellt wurde, dass diese vorgeblich neuen Inhalte bereits Teil des ursprünglichen Spiels waren und nur freigeschaltet wurden. Beispielsweise war ein als DLC vertriebener zusätzlicher Spielcharakter für Street Fighter X Tekken bereits auf dem ursprünglichen Installationsmedium enthalten.